# دار القطن
دار القطن
وهي محلة كانت في بغداد وتقع على نهر طابق بالجانب الغربي، بين الكرخ و نهر عيسى، ينسب إليها الامام أبو الحسن الدارقطني (306 ه‍- 385 ه‍)، له اثنان وثمانون مؤلفاً منها المؤتلف والمختلف، وعند وفاته صلي على جنازته في المسجد الذي في دار القطن. وفي احداث سنة 407 هـ الطائفية إحترقت عدة محلات ومنها محلة نهر طابق، ومحلة باب البصرة، ومحلة دار القطن، قال الجاحظ:أكبر الدور غلة ثلاث: دار البطيخ بمدينة سر من رأى، ودار الزبير بالبصرة، و دار القطن ببغداد.
وذكر المؤرخون ان في الجانب الشرقي كان هناك قصراً يسمى الدار القطنية، يشرف على مشرعة الأبريين (الذين يبيعون الأبر)، يقع إلى جانب باب سوق التمر من داخل الحريم.